# 699 (szám)
A 699 (római számmal: DCXCIX) egy természetes szám, félprím, a 3 és a 233 szorzata.

## A szám a matematikában
A tízes számrendszerbeli 699-es a kettes számrendszerben 1010111011, a nyolcas számrendszerben 1273, a tizenhatos számrendszerben 2BB alakban írható fel.
A 699 páratlan szám, összetett szám, azon belül félprím, kanonikus alakban a 31 · 2331 szorzattal, normálalakban a 6,99 · 102 szorzattal írható fel. Négy osztója van a természetes számok halmazán, ezek növekvő sorrendben: 1, 3, 233 és 699.
A 699 négyzete 488 601, köbe 341 532 099, négyzetgyöke 26,43861, köbgyöke 8,87481, reciproka 0,0014306. A 699 egység sugarú kör kerülete 4391,94653 egység, területe 1 534 985,312 területegység; a 699 egység sugarú gömb térfogata 1 430 606 310,9 térfogategység.